# Académie des Sciences, des Lettres et des Arts de Montauban
Pour les articles homonymes, voir Académie de Montauban.
L'Académie des Sciences, des Lettres et des Arts de Montauban ou, plus simplement, Académie de Montauban a été fondée en 1744 scucédant à la Société littéraire de Montauban fondée en 1730est une société savante fondée à Montauban. Elle porta jusque 1920, le nom d'Académie des sciences, belles-lettres et arts du département de Tarn-et-Garonne

## Historique
L'Académie de Montauban fut créée sous le nom de « Société littéraire » qui a été fondée en 1730 par Jean-Jacques Lefranc de Pompignan. Autorisée en 1741, elle est instituée par lettres patentes signées le 19 juillet 1744 par Louis XV. 
Elle fut reconstituée en 1796 sous le titre de « Société des sciences et arts » par son premier directeur, l'astronome Duc-Lachapelle. Le nom devient Société des sciences et des arts du département du Lot séante à Montauban. Les membres sont répartis en deux classes : sciences et arts. Trois membres ont aussi appartenu à l'ancienne société littéraire : Jacques Antoine de Molières, Amans Lade et Isaac Satur. 
En 1802, La section de l'agriculture et du commerce est créée. La société prend alors la dénomination de Société des sciences, agriculture et belles-lettres. Elle accueille notamment les travaux de son cofondateur Bénédict Prévost déterminant concernant l'identification de la nature fongique de la carie du blé et de l'utilisation des sels de cuivre comme traitement des semences, qu'elle recommandera pour envoi à Institut de France. Elle est dissoute en 1809 à la suite de la création du département de Tarn-et-Garonne, la même année.
Par délibération du 21 février 1883, approuvée le 3 mars suivant, elle prit le titre d’« Académie des sciences, belles-lettres et arts du département de Tarn-et-Garonne ».
Jean-Baptiste Poncet-Delpech, ancien député à l'Assemblée Constituante et au Conseil des Cinq-Cents, magistrat, homme de lettres fut président de cette société de 1801 à 1817.
Justin Germain Casimir de Selves en fut secrétaire en 1914.
Le 20 décembre 1920, l’Académie prend le titre qu’elle porte désormais :  « Académie de Montauban (Sciences, Belles-Lettres, Arts, Encouragement au Bien) ».
L'académie est membre de la Conférence nationale des académies des sciences, lettres et arts.

#### Bases de données et dictionnaires
- Site officiel
- Notices d'autorité :   - VIAF
  - ISNI
  - BnF (données)
  - IdRef
  - LCCN
  - Israël